# Día naranja
Día naranja é um filme da Venezuela, de 2009, dirigido por Alejandra Szeplaki e estrelado por 
Reinaldo Zavarce.